# Lonchophylla mordax
Lonchophylla mordax — вид родини листконосові (Phyllostomidae), ссавець ряду лиликоподібні (Vespertilioniformes, seu Chiroptera).

## Середовище проживання
Вид з південного сходу Бразилії. Знайдений в дощових лісах і листяних лісах.

## Життя
Харчується нектаром, комахами, і, ймовірно, фруктами і пилком. Напевно лаштує сідала невеликими групами в дуплах дерев і в невеликих печерах. 